# Esplús
Esplús è un comune spagnolo di 725 abitanti situato nella comunità autonoma dell'Aragona.